# Vachonium boneti
Vachonium boneti är en spindeldjursart som beskrevs av Chamberlin 1947. Vachonium boneti ingår i släktet Vachonium och familjen Bochicidae. Inga underarter finns listade i Catalogue of Life.